# Hendrik Bonmann
Hendrik Bonmann (22 januari 1994) is een Duits professioneel voetballer. Zijn positie is doelman. Bij de club Borussia Dortmund had hij nog een contract tot medio 2018.

## Carrière
Bonmann begon op zevenjarige leeftijd met voetballen bij de plaatselijke amateurclub Fortuna Bredeney. In 2004 verhuisde hij naar de jeugdafdeling van FC Schalke 04. Na vijf jaar vond de club hem niet goed genoeg en moest hij vertrekken omdat hij te klein bevonden werd, waarna hij aan de slag ging bij Rot-Weiss Essen.
Met Rot-Weiss Essen promoveerde hij in het seizoen 2012/13 naar de A-Junioren Bundesliga, waar hij zijn oude club FC Schalke 04 en zijn latere werkgever Borussia Dortmund ontmoette. Bonmann speelde 14 competitiewedstrijden in de A-Junioren Bundesliga. Met ingang van december 2012 was hij niet alleen speler bij de A-jeugd ploeg, maar ook bij het eerste elftal, dat uitkwam in de Regionalliga West. Op 8 december 2012 speelde hij in de met 2−1 gewonnen thuiswedstrijden tegen Rot-Weiss Oberhausen zijn eerste competitiewedstrijd op hoog niveau. Aan het einde van het seizoen werd hij nog vijf keer opgeroepen voor het eerste elftal. 
Voor het seizoen 2013/14 verruilde Bonmann Rot-Weiss voor Borussia Dortmund. Hij werd gehaald als tweede doelman bij Borussia Dortmund II, om het langzaam aan te laten sluiten bij het eerste elftal. Maar na een blessure van de derde doelman Zlatan Alomerović, maakte Bonmann op 20 juli 2013 zijn debuut in de 3. Liga in de met 1−0 gewonnen thuiswedstrijd tegen VfB Stuttgart II. Nadat Alomerović voor het seizoen 2015/16 vertrok naar 1. FC Kaiserslautern, werd Bonmann derde doelman in het eerste elftal van Borussia Dortmund en eerste doelman in het tweede elftal.